# Ensdorf (Saar)
Ensdorf (Saar) este o comună din landul Saarland, Germania.
1. ↑  Gesetz Nr. 1134 zur Neugliederung von Gemeinden und Änderung des Kommunalselbstverwaltungsgesetzes (în germană), Saarbrücken: Amtsblatt des Saarlandes, 28 decembrie 1981, p. 945
2. ↑  Alle politisch selbständigen Gemeinden mit ausgewählten Merkmalen am 31.12.2018 (4. Quartal) (în germană), Statistisches Bundesamt[*], arhivat din original la 10 martie 2019, accesat în 10 martie 2019